# Santa María de Guadalupe, Guanajuato
Santa María de Guadalupe är en ort i Mexiko.   Den ligger i kommunen San Felipe och delstaten Guanajuato, i den centrala delen av landet, 300 km nordväst om huvudstaden Mexico City. Santa María de Guadalupe ligger 2 070 meter över havet och antalet invånare är 136.
Terrängen runt Santa María de Guadalupe är platt åt nordost, men åt sydväst är den kuperad. Runt Santa María de Guadalupe är det ganska glesbefolkat, med 31 invånare per kvadratkilometer. Närmaste större samhälle är San Felipe, 13,9 km norr om Santa María de Guadalupe. Trakten runt Santa María de Guadalupe består i huvudsak av gräsmarker.